# Fourneau Saint-Michel
Pour les articles homonymes, voir Fourneau et Saint-Michel.
Fourneau Saint-Michel est un lieu-dit de la ville belge de Saint-Hubert situé en Région wallonne dans la province de Luxembourg où, autour d’un ancien fourneau de l’abbaye de Saint-Hubert, ont été transplantés de nombreux bâtiments provenant du sud du sillon Sambre-et-Meuse avec leurs caractéristiques de l'habitat rural du XIXe siècle. Situé sur la route de Forrières à Saint-Hubert, dans un vallon créé par la Masblette, ce hameau-musée est proche du village d’Awenne.
Il rassembles plusieurs styles architecturaux de la province de Luxembourg que sont l'ardennais, le gaumais ou encore le champenois.

## Origine et histoire
Il semble bien[précision nécessaire] qu’un modeste prieuré bénédictin occupait les lieux lorsqu'en 1771, Nicolas Spirlet, dernier abbé de l’abbaye de Saint-Hubert, y établit un fourneau et une forge alimentés par l’eau de la Masblette. C’était un des fourneaux les plus modernes de l’époque.
Lorsqu'en 1797 les moines de Saint-Hubert sont expulsés de leur abbaye et les biens monacaux vendus comme « biens nationaux », le fourneau fut acquis par Léopold Zoude, un homme d’affaires et industriel de Saint-Hubert qui continua à l’exploiter un certain temps. Progressivement, la fonderie se limita à être une forge au service de besoins agricoles.
Le fourneau fut vendu par la famille Zoude en 1942 et sera classé au patrimoine national belge en 1952. En 1966, le site devient domaine provincial et est progressivement restauré sous la direction de Willy Lassance, historien et archéologue délégué par les musées royaux d'Art et d'Histoire de Bruxelles. À proximité, est aménagé sous l'égide de la province du Luxembourg un « village ardennais » constitué par l'implantation de bâtiments ruraux (fermes, forges, école, etc.). Depuis 1977, ce site et celui du Fourneau-Saint-Michel sont regroupés sous une seule autorité avec plusieurs musées provinciaux luxembourgeois.
A l'été 1973, le Fourneau avait accueilli une réunion de membres du Rassemblement wallon qui voulaient impulser une dynamique de réorientation de ce parti. Ce sera en partie le début d'un processus conduisant au divorce de 1976.
 Patrimoine classé (1952, no 84059-CLT-0004-01)

## Musées
Au Fourneau Saint-Michel sont rassemblés plusieurs musées de la vie wallonne et ardennaise :
- Le musée de la vie rurale en Wallonie : sur 80 hectares, des ateliers d’artisans (cloutier, vannier, etc.) et habitations typiques avec cuisine et chambres meublées comme à l’époque.
- Le musée du fer et de la métallurgie ancienne : avec le bâtiment du maître des forges, la halle aux soufflets et les granges à charbon de bois. Le musée est régulièrement enrichi de nouveaux apports permettant de reconstituer les techniques anciennes du travail du fer.
- Le musée Pierre-Joseph Redouté (un artiste-peintre) a été transféré à Saint-Hubert.
- Des établissements de restauration offrent des plats de la cuisine traditionnelle wallonne.

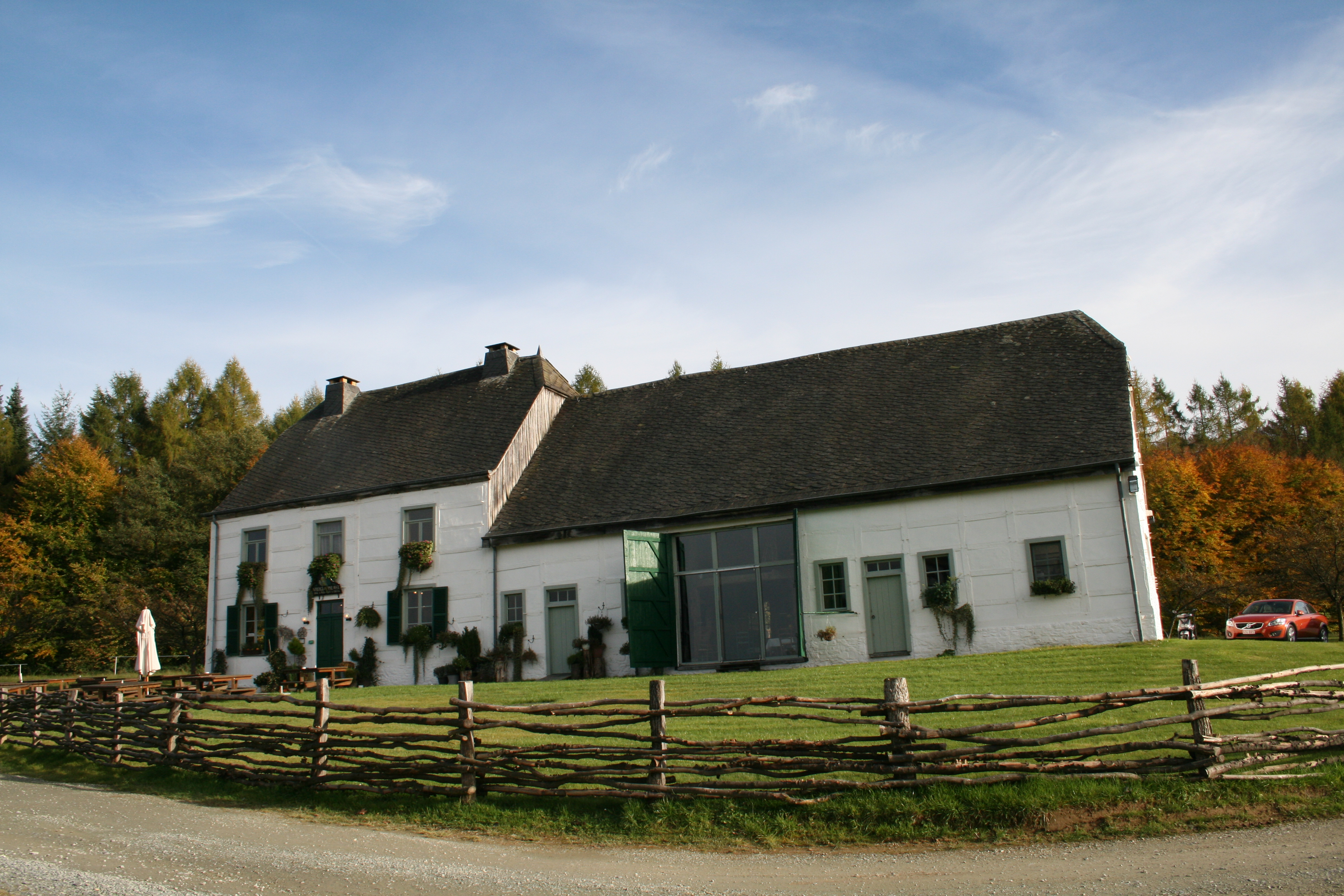
Auberge du Prévost de Journal.
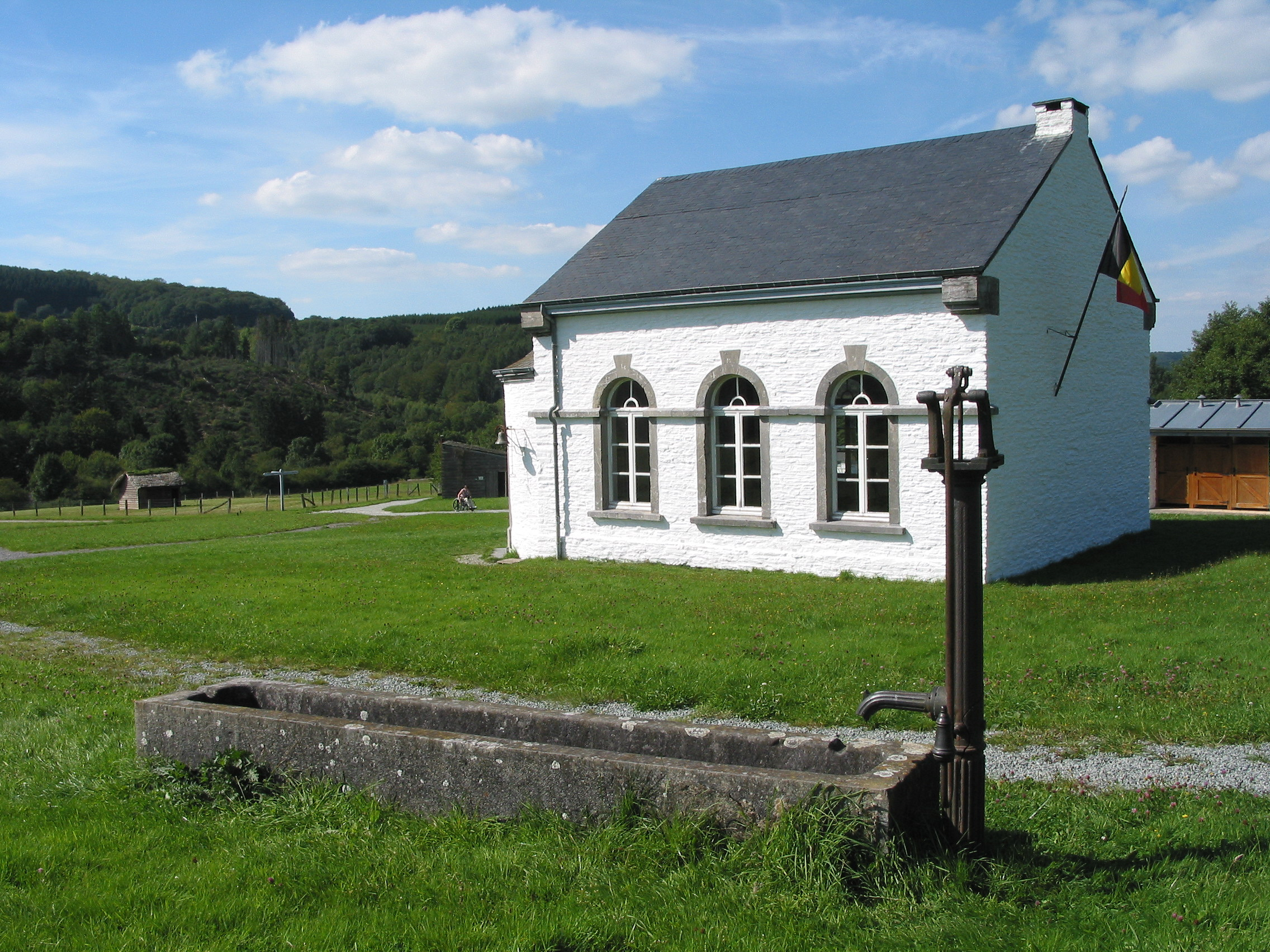
Ancienne école de Mohet.
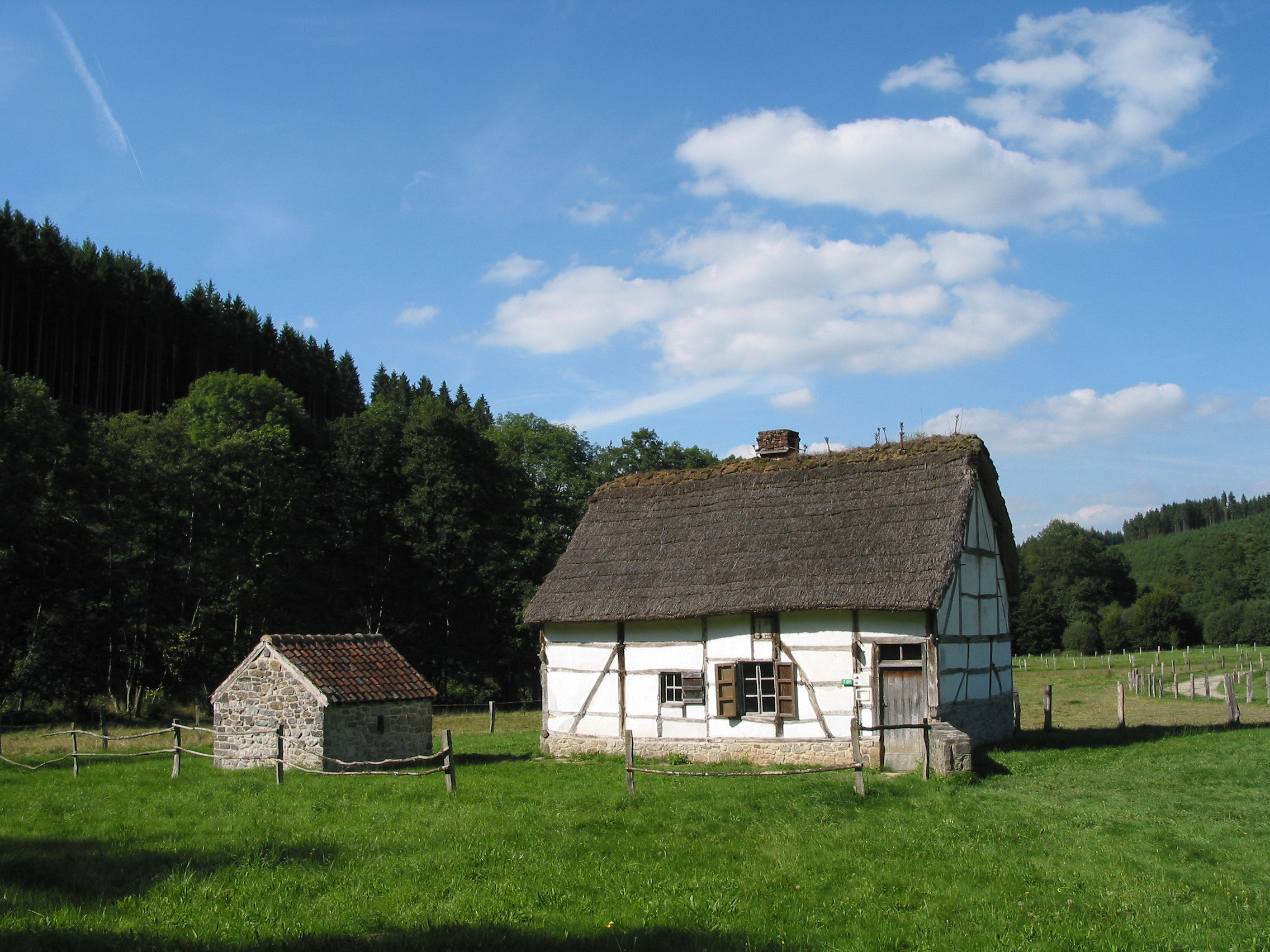
Chaumière de Hingeon.
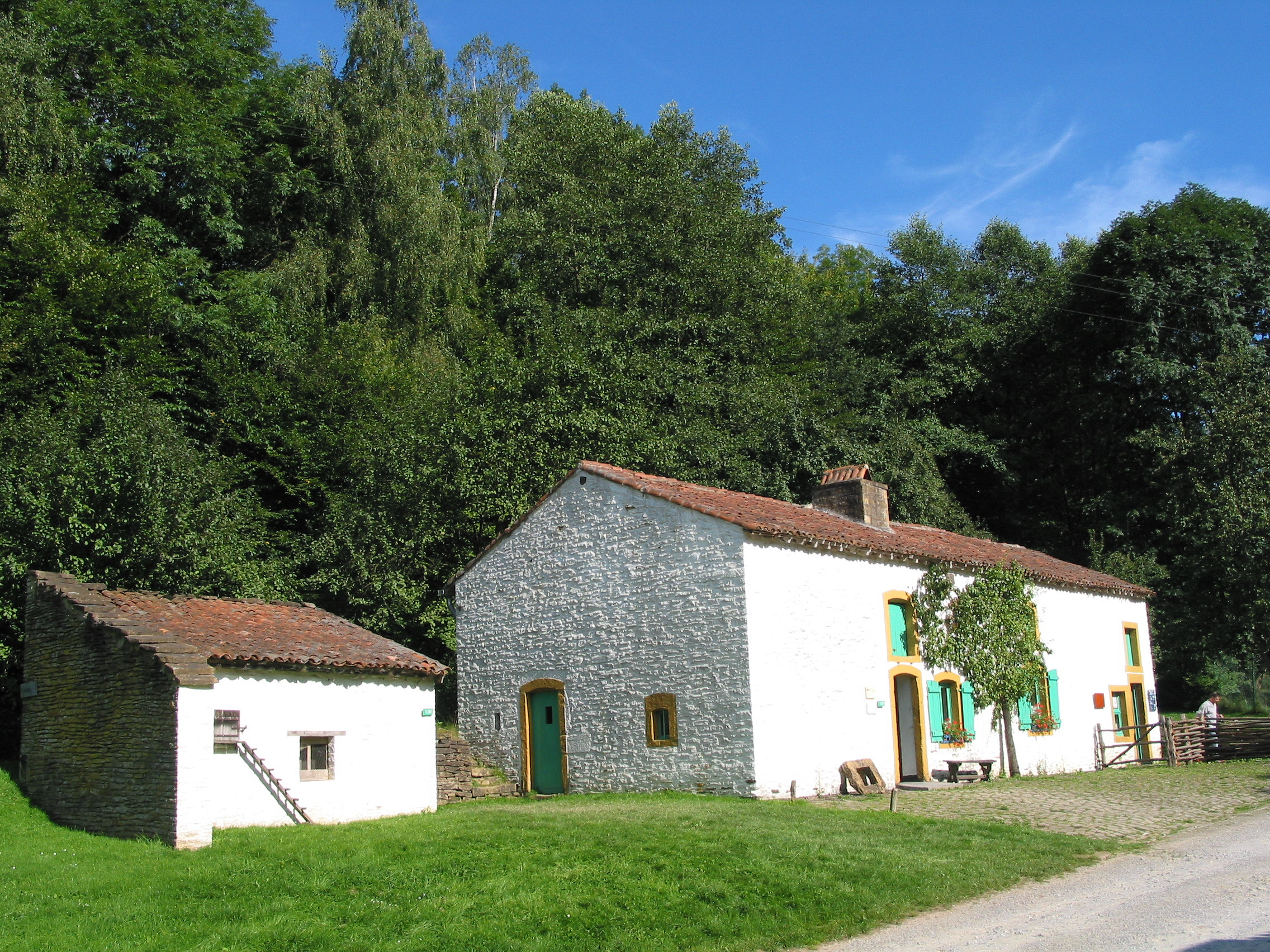
Ancienne ferme de Bleid.
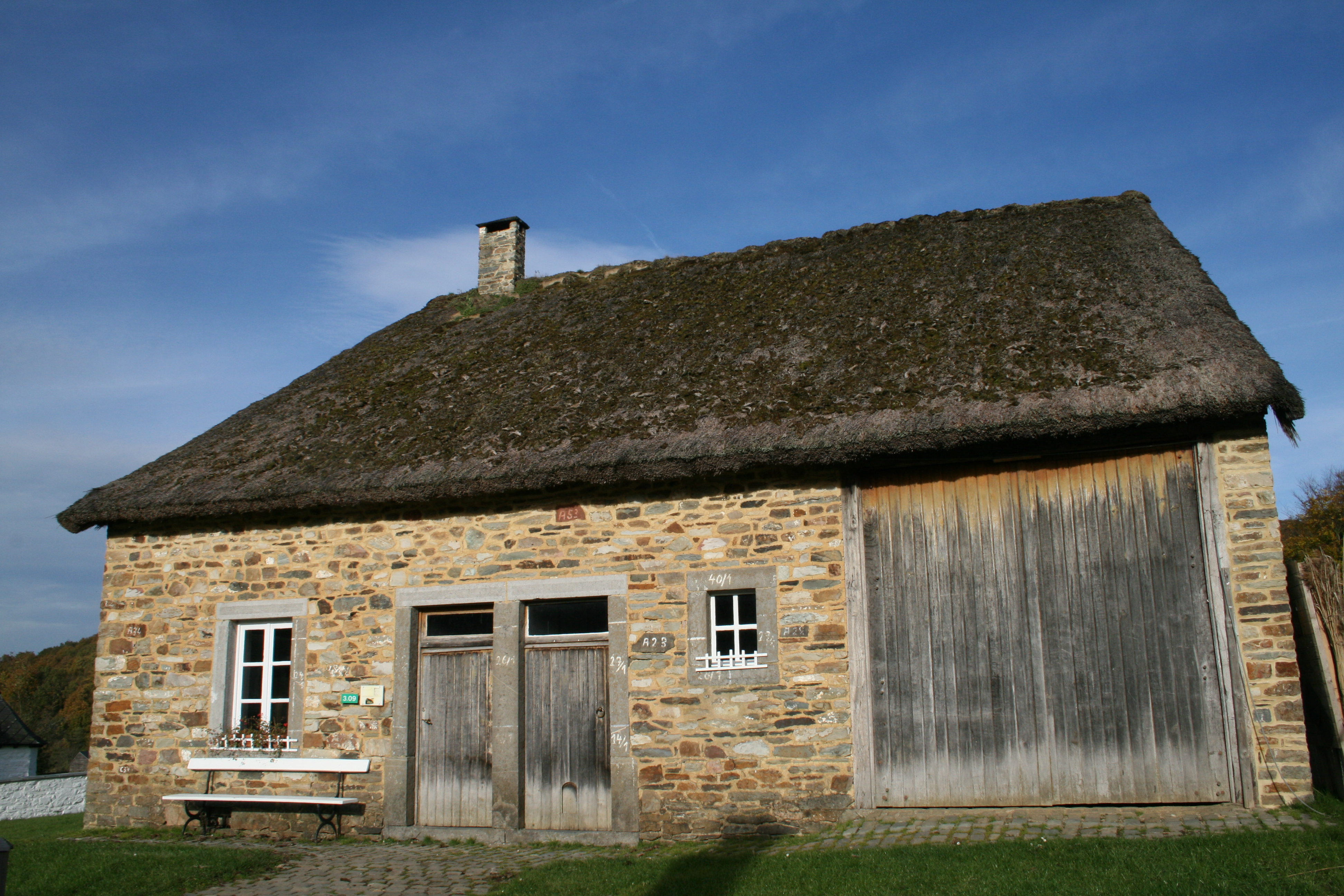
Ancienne ferme de Redu.
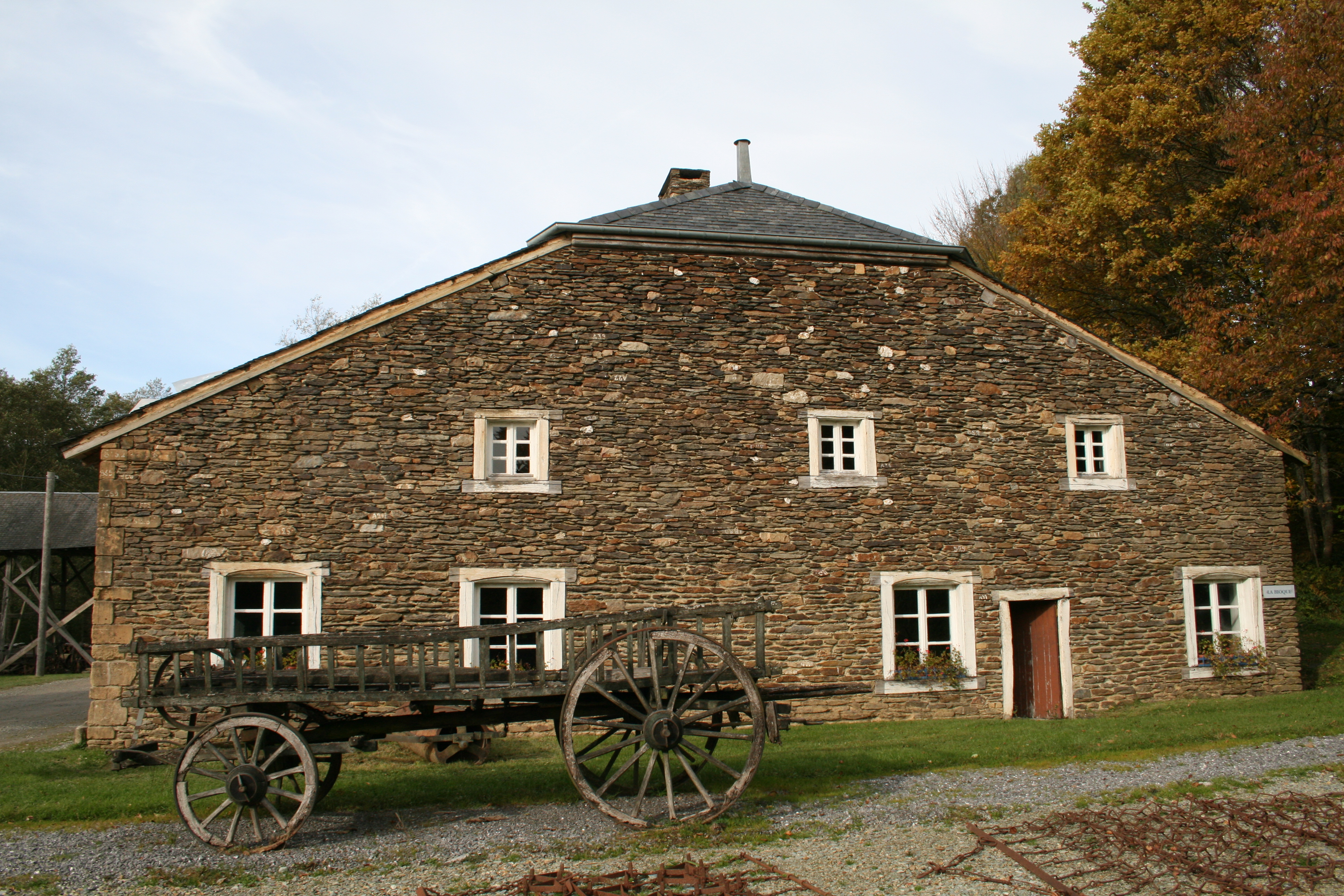
Ancienne ferme de Corbion.
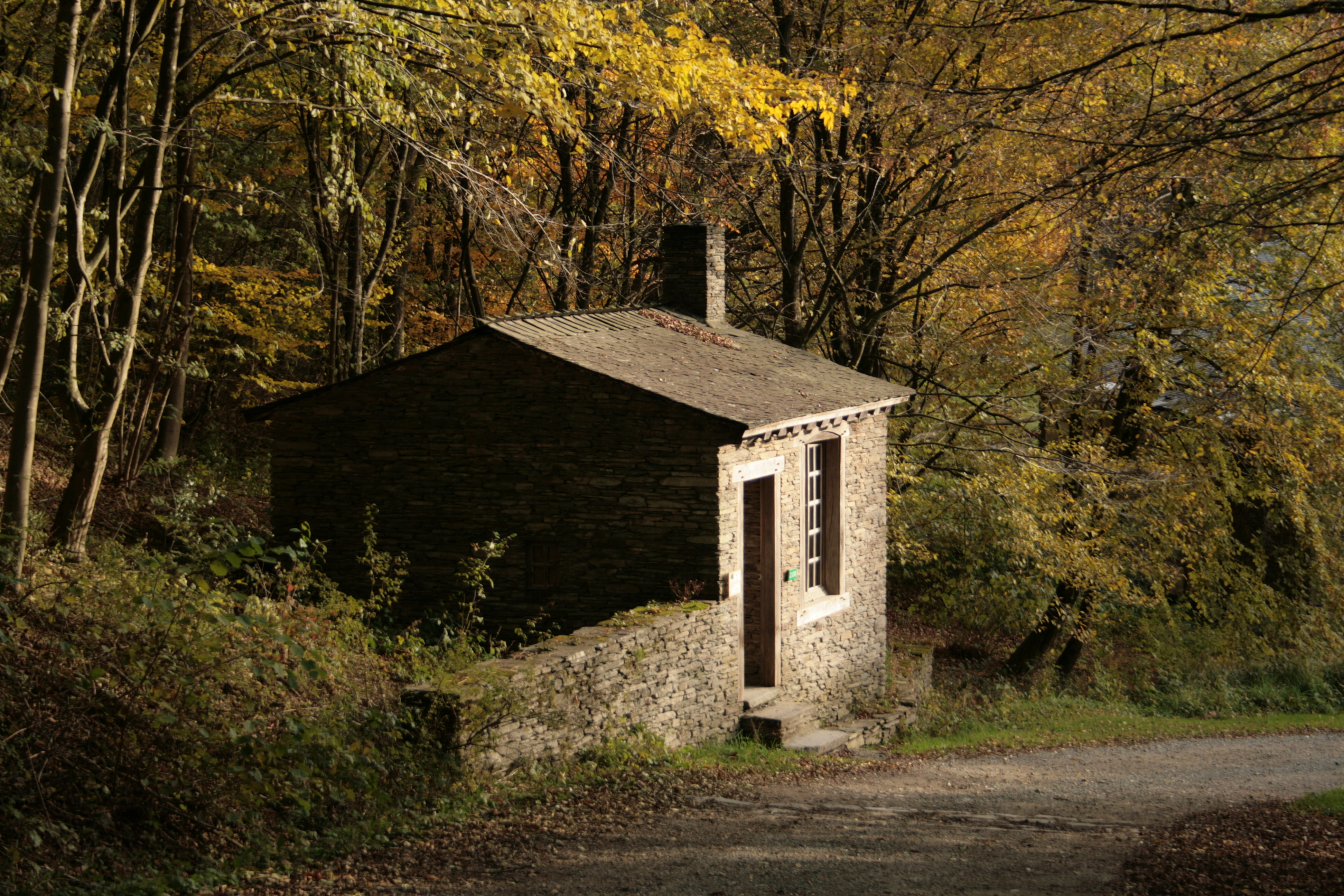
Ancienne forge de Bohan
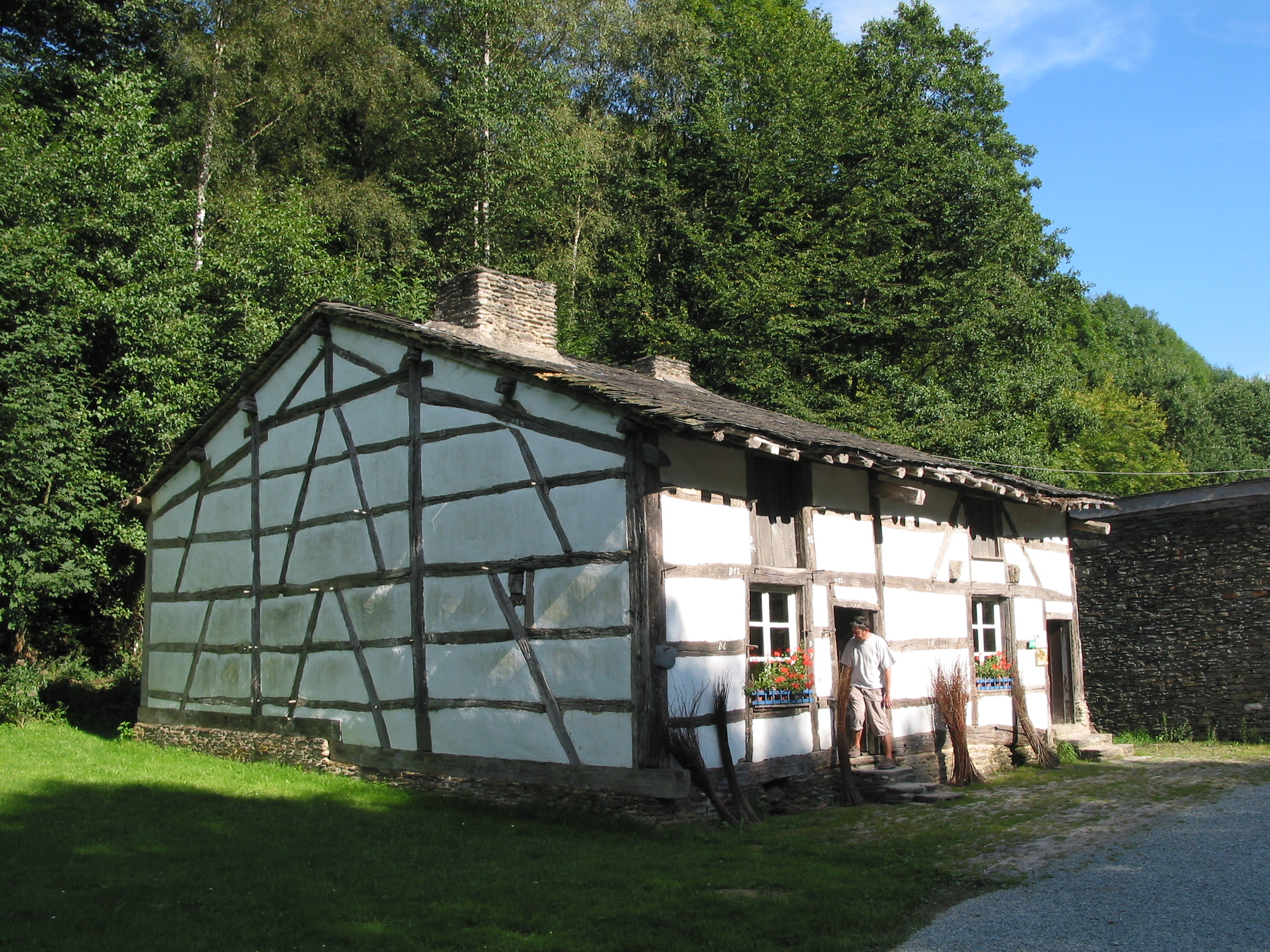
Ancienne chaumière de Sugny.
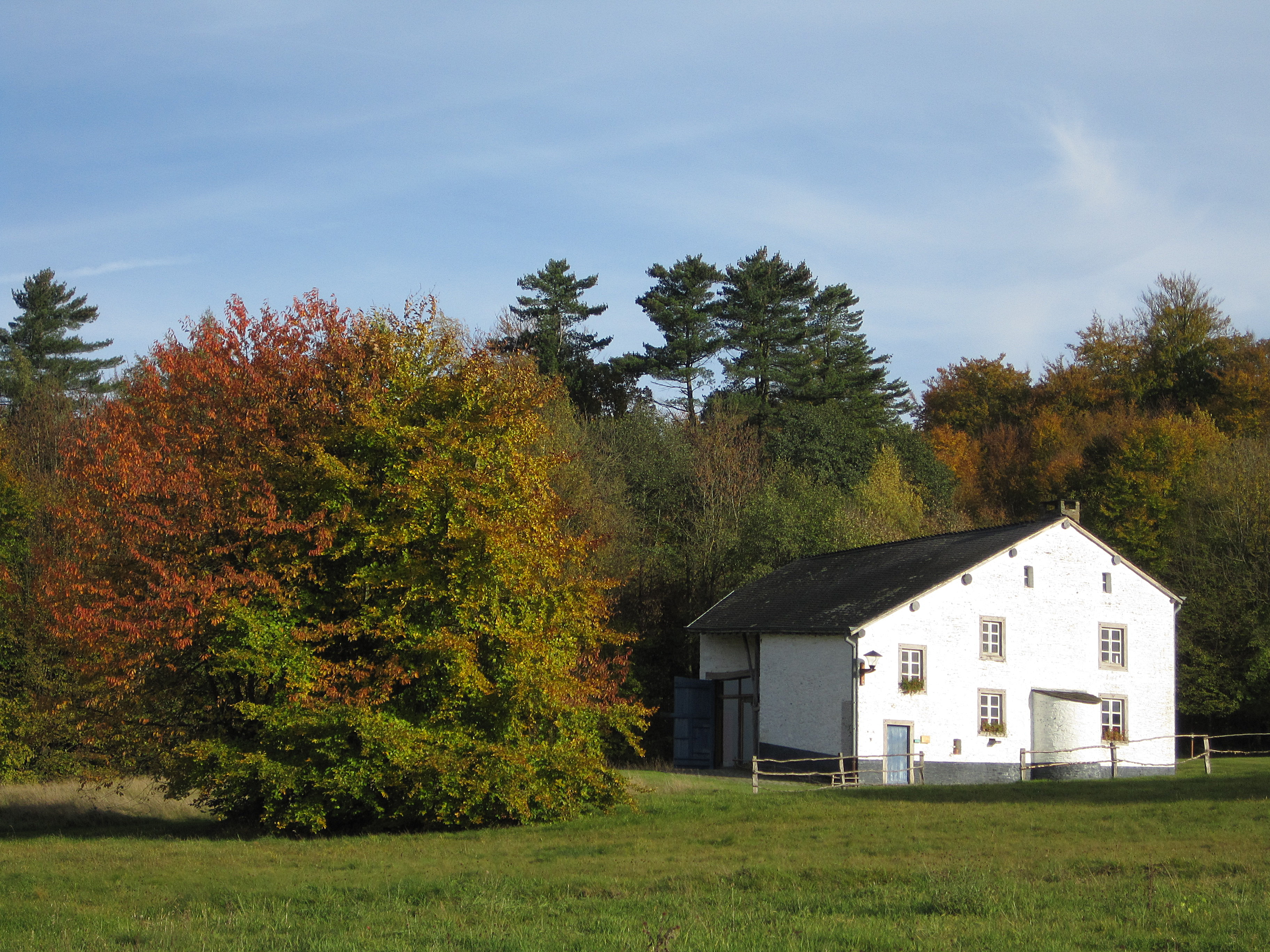
Ferme d'Engeler.
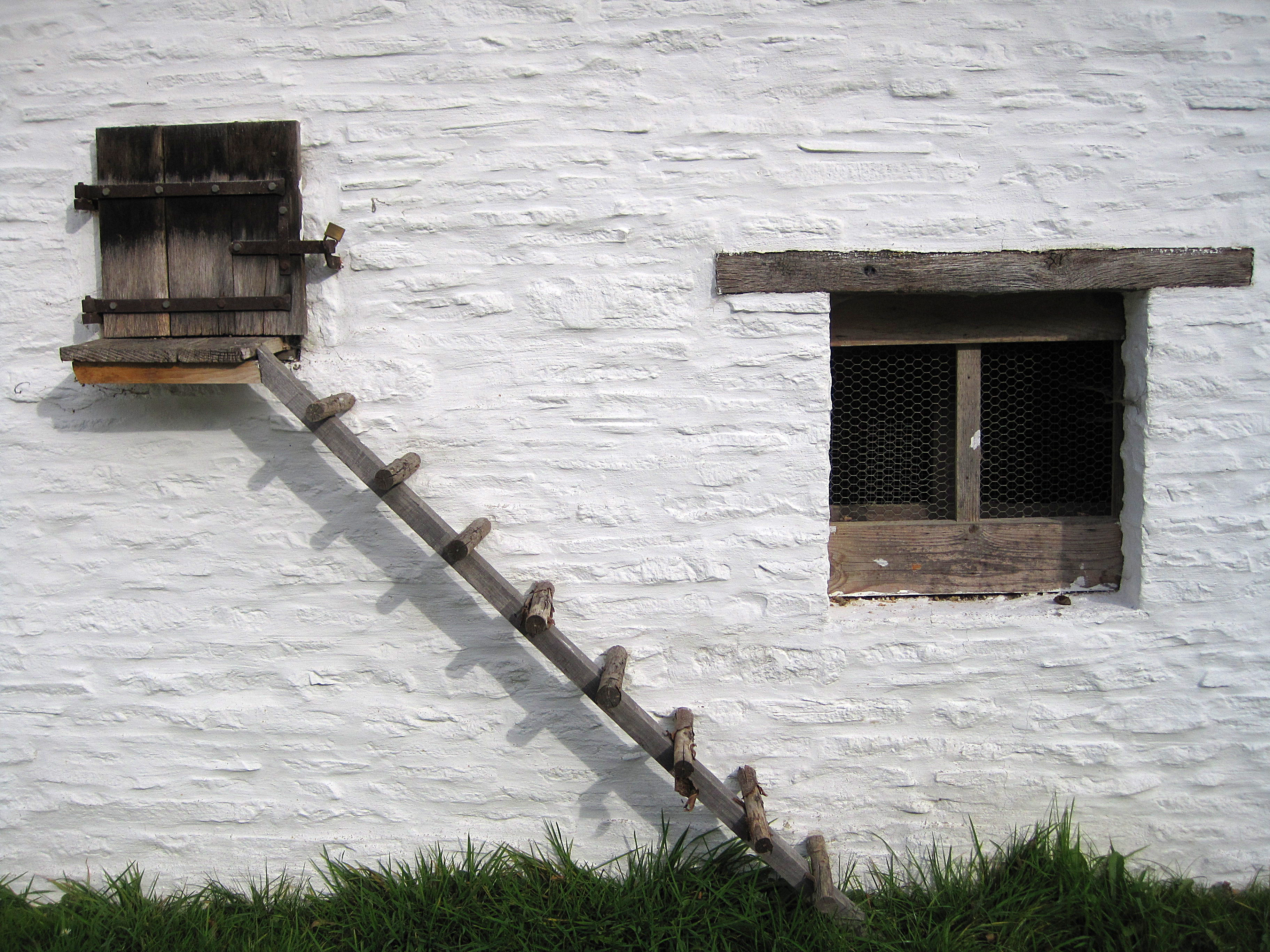
Poulailler de la ferme de Bleid.